# Georg Fertig
Georg Eymar Fertig (* 1962 in Bremen) ist ein deutscher Wirtschafts- und Sozialhistoriker und Hochschullehrer an der Martin-Luther-Universität Halle-Wittenberg.
Fertig studierte Griechisch und Geschichte an der FU Berlin und den Universitäten Konstanz und Bochum. Er promovierte bei dem Amerikanisten und Historiker Willi Paul Adams über ein migrationshistorisches Thema. Die Habilitation erfolgte bei dem Münsteraner Wirtschaftshistoriker Ulrich Pfister. Schwerpunkte seiner Forschungen liegen in den Bereichen Migrationsgeschichte, Historische Demographie, Geschichte des ländlichen Raums sowie Bürgerwissenschaft (Citizen Science).
Fertig ist Vorsitzender des Arbeitskreises Historische Demographie und Vorsitzender des Vereins für Computergenealogie.

## Schriften (Auswahl)
- Georg Fertig, Sandro Guzzi-Heeb (Hrsg.): Genealogien. Zwischen populären Praktiken und akademischer Forschung (= Jahrbuch für Geschichte des ländlichen Raumes. Band 18). 1. Auflage. StudienVerlag, Innsbruck 2022, ISBN 978-3-7065-6195-2.

- ›Die mit dem Juden-Spieß so offt aus- und einfahren‹. Transatlantische Kommunikation, territoriale Bürokratie und pietistische Moral im 18. Jahrhundert. In: Tel Aviver Jahrbuch für deutsche Geschichte. Band 27, 1998, ISBN 3-88350-510-2, S. 31–46.
- Lokales Leben, atlantische Welt: Die Entscheidung zur Auswanderung vom Rhein nach Nordamerika im 18. Jahrhundert (= Studien zur Historischen Migrationsforschung, Band 7). Universitätsverlag Rasch, Osnabrück 2000, ISBN 3-932147-17-0.
- Äcker, Wirte, Gaben. Ländlicher Bodenmarkt und liberale Eigentumsordnung im Westfalen des 19. Jahrhunderts (=Jahrbuch für Wirtschaftsgeschichte, Beiheft 11), Akademie-Verlag, Berlin 2007, ISBN 978-3-05-004378-4.
- Demographische Revolution: Die Geschichte der Weltbevölkerung, 1700–1914. In: Walter Demel und Hans-Ulrich Thamer (Hrsg.): Die Entstehung der Moderne: 1700 bis 1914 (= WBG Weltgeschichte, Band 5). WBG, Darmstadt 2010, ISBN 978-3-534-20108-2, S. 13–40.
- (als Herausgeber) Social Networks, Political Institutions, and Rural Societies (= Rural History in Europe, 11), Turnhout 2015, ISBN 978-2-503-54804-3.
- Beyond the Niche Hypothesis. Property, Marriage, and the Onset of Familial Reproduction in Rural Northwest Germany, 1820–1866. In: Historical Life Course Studies. 8, 2019, S. 73–95 (Download als PDF).